# Telia Company
Telia Company AB és una empresa multinacional sueca de telecomunicacions i operadora de telefonia mòbil present a Suècia, Finlàndia, Noruega, Estònia, Letònia i Lituània. Telia també té la propietat de TV4 Media, que inclou TV4 a Suècia, MTV Oy a Finlàndia i C More Entertainment després d'adquirir-los el 2019. L'empresa té la seu a Solna i les seves accions cotitzen a la Borsa d'Estocolm i a la Borsa de Hèlsinki.
L'empresa ha estat vinculada a escàndols de corrupció en els seus tractes amb els règims d'Uzbekistan i Azerbaidjan. L'escàndol de suborn de Telia en relació amb el règim d'Ilham Aliyev a l'Azerbaidjan ha estat descrit com "possiblement el suborn més gran de la història de Suècia".